# Krylov Peninsula
Krylov Peninsula är en udde i Antarktis. Den ligger i Östantarktis. Australien gör anspråk på området.
Terrängen inåt land är kuperad norrut, men söderut är den platt. Terrängen runt Krylov Peninsula sluttar norrut. Trakten är obefolkad. Det finns inga samhällen i närheten.